# Kızılada
Kızılada, anche Kızıl Ada, anticamente Lagusa o Lagousa (in greco antico: Λάγουσα?), o Lagussa o Lagoussa (in greco antico: Λαγοῦσσα?), è un'isola turca del Mar Mediterraneo situata nel golfo di Fethiye, nella Turchia sud-occidentale. Si trova a una distanza di 6,4 km dalla costa del distretto di Fethiye, nella provincia di Muğla.
L'isola sulla sua punta meridionale ospita anche il faro omonimo, risalente al 19º secolo, che è stato riqualificato in un ristorante di pesce nel 2007 e in un ostello con nove camere nel 2008. Kızılada è una tappa popolare per i tour in barca intorno a Fethiye.

## Incidente aereo
Nelle prime ore del 3 agosto 1953, il volo 152 dell'Air France in rotta verso Beirut, Libano, proveniente da Roma, Italia, effettuò un atterraggio d'emergenza nel golfo di Fethiye a 2 km dall'isola dopo aver perso un motore in volo. Con l'aiuto di Mustafa Pehlivan, guardiano del Faro di Kızılada, dei funzionari doganali e dei pescatori, di un totale di 42 persone (8 dell'equipaggio e 34 passeggeri) a bordo dell'aereo del tipo Lockheed L-749A Constellation, 38 sopravvissero all'incidente, mentre quattro passeggeri anziani morirono per annegamento.  La posizione subacquea del relitto dell'aereo rimane ancora oggi sconosciuta.

## Riforestamento
Chiamata così per il suo aspetto bruno-rossastro (in turco kızıl), l'isola è stata nuovamente rimboschita nel 2014 con circa 5.000 alberelli di pino turco (Pinus brutia), alloro (Laurus nobilis), carrubo (Ceratonia siliqua) e gomma dolce turca (Liquidambar orientalis). Dopo la piantumazione, gli alberelli sono stati trattati con prodotti chimici per proteggerli dalle capre selvatiche (Capra aegagrus) e dalle lepri (Lepus) che vivono sull'isola. L'area boschiva rappresenta circa il 40% dell'isola, che per il resto è coperta da vegetazione a macchia.